# Wolf Fischer
Wolf Fischer lebte im 16. Jahrhundert und war letzter Bürgermeister von Altendresden. Nach der Eingemeindung der Stadt nach Dresden 1549 gehörte er als Ratsherr dem Dresdner Stadtrat an.

## Leben

### Bürgermeister von Altendresden
Wolf Fischer war Bürger der auf rechtselbischer Seite gelegenen Stadt Altendresden und ab 1537 Mitglied des Rates. Über seine Herkunft und berufliche Tätigkeit ist nichts bekannt. Allerdings gab es in Altendresden nur wenige Kaufleute und Besitzer größerer Grundstücke, so dass die Bewohner überwiegend von der Landwirtschaft lebten bzw. als Handwerker tätig waren. 1541 wurde Fischer zum Bürgermeister Altendresdens gewählt und hatte dieses Amt auch 1543, 1546 und 1549 inne.
Da es zwischen Altendresden und Dresden wiederholt Streitigkeiten über verschiedene städtische Privilegien wie Brau- und Marktrechte gab, erließ Kurfürst Moritz am 29. März 1549 eine Verfügung, welche die Zusammenlegung beider Städte und die Auflösung des Altendresdner Rates festlegte. Die Verwaltung sollte künftig allein durch den Dresdner Rat erfolgen. Rat und Bürgerschaft Altendresdens wurden daraufhin auf das Rathaus befohlen, wo der Erlass verlesen wurde. Allerdings weigerten sich die Altendresdner Ratsleute zunächst, den geforderten Bürgereid gegenüber der neuen Obrigkeit zu leisten. Bürgermeister Wolf Fischer und Stadtschreiber Johann Prüfer reisten daraufhin nach Torgau, um den Kurfürsten zur Rücknahme seines Befehls zu bewegen. Moritz ließ beide jedoch wegen Widersetzlichkeit gefangen nehmen und eine Woche in Schweinitz arretieren. Erst nachdem beide geschworen hatten, sich der Anordnung nicht weiter zu widersetzen, kamen Fischer und Prüfer frei.

### Mitglied im Dresdner Rat
Die offizielle Vereinigung beider Städte wurde am 18. August 1550 auch formell vollzogen. Gleichzeitig legte der Kurfürst fest, dass zwei Ratsleute aus Altendresden in den Dresdner Rat aufgenommen werden mussten. Die Auswahl fiel auf den bisherigen Bürgermeister Wolf Fischer sowie den Ratsherrn Nicolaus Mader. 1556 ist Fischer letztmals im Verzeichnis der Ratsmitglieder genannt.
Historisch verbürgt sind Kontakte Fischers zum Reformator Philipp Melanchthon, der mehrfach in Dresden weilte, meist zu amtlichen Verhandlungen. Fischer bat Melanchthon 1555 in einem Brief, für seinen Sohn Michael in Wittenberg einen das Studium überwachenden Lehrer sowie Wohnung und Verpflegung im Kollegium zu besorgen.